# Свинкелс, Эрик
Хенрикус Адрианус Йозеф «Э́рик» Сви́нкелс (нидерл. Henricus Adrianus Joseph (Eric) Swinkels, род. 30 марта 1949 года в Бесте, Северный Брабант, Нидерланды) — нидерландский стрелок, выступавший в ските, серебряный призёр Олимпийских игр 1976 года (уступил в перестрелке за золото Йозефу Паначеку из Чехословакии). Двукратный чемпион Европы в команде.
Участник 6 летних Олимпийских игр (1972, 1976, 1984, 1988, 1992, 1996). Кроме второго места в 1976 году ещё трижды попадал в 10-ку лучших в ските на Олимпийских играх. В 1988 году в Сеуле нёс флаг Нидерландов на церемонии открытия Олимпийских игр. 27-кратный чемпион Нидерландов (17 — в ските, 7 — в трапе, 3 — в дубль-трапе).
Владеет стрельбищем в Букеле, тренирует и консультирует стрелков.